# Gislaine
Gislaine Cristina Souza da Silva (nascida em 22 de agosto de 1988), conhecida como Gislaine, é uma zagueira de futebol brasileira que jogou pela seleção brasileira feminina de futebol. A zagueira ingressou no Corinthians em 2018, depois de 13 anos no São José. Um ano depois, ela se mudou para Santos.

## Carreira no clube
Depois de jogar futsal por três anos na escola, Gislaine, de 16 anos, participou de uma peneira com o São José Esporte Clube. Contratada como uma atacante promissora, mais tarde se tornou defensora. Após 13 anos no São José, onde conquistou três títulos da Copa Libertadores Feminina e o Campeonato Internacional de Clubes Femininas de 2014, Gislaine se transferiu para o Corinthians em janeiro de 2018. Um ano depois, ela se juntou ao Santos .

## Carreira internacional
Gislaine fez parte da seleção brasileira sub-20  na Copa do Mundo Feminina de Sub-20 da FIFA 2008.[carece de fontes?]
Em dezembro de 2012, foi convocada para o time nacional de futebol feminino no Torneio Internacional de Futebol Feminino de 2012. Mas precisou pedir dispensa, por quebrar a mão -- acabou sendo substituída por Andréia Rosa. Fez sua primeira aparição na seleção nacional em setembro de 2013, na vitória por 1-0 sobre a Nova Zelândia na Copa Valais de 2013.[carece de fontes?] Ela foi convocada novamente em janeiro de 2017.

## Ligação externa
- «Perfil de Gislaine». em Soccerway